# ひかりのおと
『ひかりのおと』は、岡山県真庭市を舞台とし、三代続く酪農を継ぐため、東京から故郷に戻ってきた青年の葛藤とかすかな希望を描いた映画。岡山県真庭市にて、トマト栽培をしながら映画を製作している、山崎樹一郎監督による初長編作品。
2011年10月29日より約5ヶ月間をかけて、岡山県内全域にて、51会場100回の巡回上映を行う。その後、大阪シネ・ヌーヴォを皮切りに劇場公開。2013年2月9日よりオーディトリウム渋谷にて東京公開される。

## キャスト
- 藤久善友
- 森衣里
- 真砂豪

## スタッフ
- 脚本・監督: 山崎樹一郎
- プロデューサー: 桑原広考／加納一穂／岡本隆
- 撮影: 俵謙太
- 照明: 大和久健
- 録音: 近藤崇生（丹下音響）／大森博之
- 音楽: 増岡彩子
- 監督補: 木村文洋
- 製作協力: シネマニワ
- 製作・配給: 陽光プロジェクト

## 受賞履歴
- 第13回岡山芸術文化賞グランプリ
- 第12回ニッポン・コネクション　ニッポン・ヴィジョンズ賞

## 上映された主な映画祭
- 第24回東京国際映画祭日本映画・ある視点部門
- 第41回ロッテルダム国際映画祭Bright Future部門
- 第7回大阪アジアン映画祭特別招待作品部門
- 第12回ニッポンコネクションNIPPON VISIONS部門
- アジアフォーカス・福岡国際映画祭2012 特集【〈アグリ・シネマ〉農業と映画】